# Calista Flockhart
Calista Kay Flockhart  (Freeport (Illinois), 11 november 1964) is een Amerikaanse actrice.
Na Broadway en rollen in de films Quiz Show en The Birdcage, werd ze voornamelijk bekend door haar titelrol in de televisieserie Ally McBeal. Haar gewichtsverlies gedurende de eerste paar seizoenen van de show was aanleiding voor geruchten dat ze zou lijden aan anorexia nervosa.
Ze is op 15 juni 2010 met acteur Harrison Ford getrouwd.